# خانه اجاره‌ای
خانه اجاره‌ای، یک مجموعهٔ تلویزیونی طنز نود قسمتی می‌باشد که در آن، بازیگرانی چون مهران غفوریان، ارژنگ امیرفضلی، بیژن بنفشه‌خواه، امیر کاظمی، نادر سلیمانی، نصرالله رادش، عبدالرضا کشمیری، حمید لولایی و بهنوش بختیاری، نقش‌آفرینی کردند. کارگردانی سری اول این سریال به عهده رامین ناصرنصیر بود که در ادامه راه از ساخت این سریال، انصراف داد. کارگردانی سری دوم آن را شاهد احمدلو به عهده گرفت. این مجموعه در نود قسمت چهل دقیقه‌ای از شبکه سه پخش شد. محمد کاشانی و حمید رحیمی‌نادی، تهیه‌کنندگی «خانه اجاره‌ای» را بر عهده داشته و نویسندگانی چون پریسا شمس، جمیله دارالشفایی، محمدرضا عرفانی، حمید برزگر و پوریا کاکاوند به همراه کوروش نریمانی در نگارش فیلم‌نامه، همکاری داشته‌اند. این مجموعه براساس طرحی از خشایار الوند، ساخته شده‌است. مشاور هنری مجموعه نیز فرهاد آئیش می‌باشد.

## داستان
داستان این سریال در یک مجموعه مسکونی که چند خانواده با خصوصیات و ویژگی‌های خاص خود زندگی می‌کنند، اتفاق می‌افتد. زندگی هر کدام از خانواده‌های این مجتمع، تحت تأثیر ماجراهای روزمره‌ای قرار می‌گیرد که اگرچه وقوع‌شان دور از ذهن نیست، اما تبعاتی دارند که فضایی شیرین و طنزآلود پدیدمی‌آورند…

## بازیگران
- مهران غفوریان
- شهین تسلیمی
- امیر کاظمی
- غزاله جزایری
- رابعه مدنی
- نعیمه نظام‌دوست
- سوزان عزیزی
- حمید لولایی
- بهنوش بختیاری
- آرش نوذری
- بهشاد مختاری
- حمید لیقوانی
- فریده دریامج
- ارژنگ امیرفضلی
- بیژن بنفشه‌خواه
- نادر سلیمانی
- سینا رازانی
- عباس جمشیدی فر
- اشکان اشتیاق
- پروین قائم مقامی
- بهرام افشاری